# Gregor Hagedorn

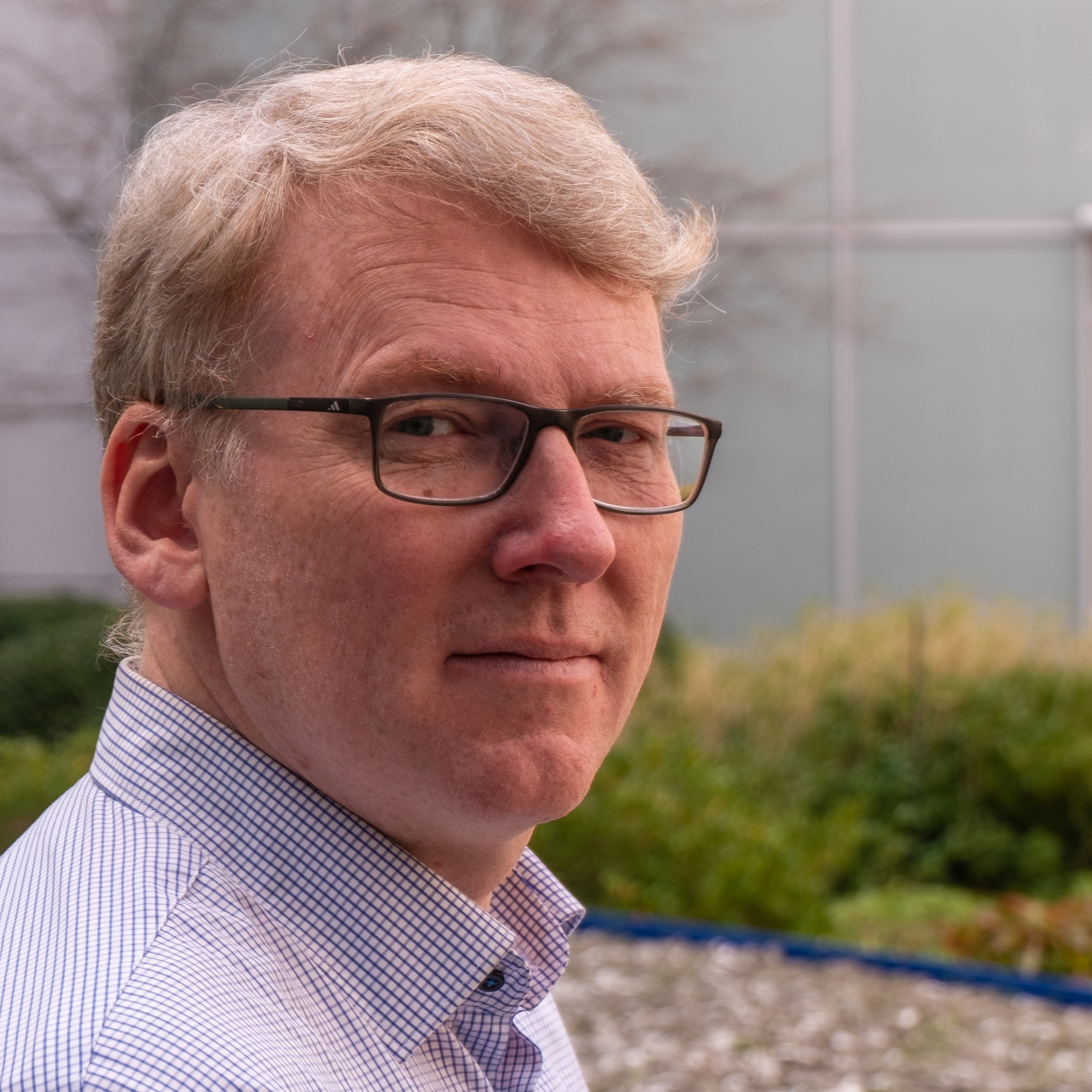
Gregor Hagedorn (2019)

Gregor Hagedorn (* 1965 in Gelsenkirchen) ist ein deutscher Botaniker und Akademischer Direktor am Museum für Naturkunde Berlin. Sein botanisches Kürzel ist „Hagedorn“.

## Leben
Nach dem Abitur am Gymnasium St. Ursula Dorsten studierte Gregor Hagedorn 1984–1991 Biologie an der Universität Tübingen (Lehrstuhl Franz Oberwinkler) und an der Duke University in Durham in North Carolina. 2000 bis 2007 war er externer Mitarbeiter in der Abteilung Mykologie der Uni Bayreuth. 2007 erfolgte seine Dissertation über „Structuring Descriptive Data of Organisms – Requirement Analysis and Information Models“ bei Gerhard Rambold an der Universität Bayreuth.
Von 1992 bis 2013 war er Mitarbeiter an der Biologischen Bundesanstalt für Land- und Forstwirtschaft, heute Julius Kühn-Institut. Er hat einen maßgeblichen Anteil an der Entwicklung eines Datenstandards zur Beschreibung des Geschlechts innerhalb der Taxonomic Databases Working Group.
Seit 2013 ist Hagedorn Mitarbeiter am Museum für Naturkunde Berlin. Bis 2016 war er Leiter Digitale Welt und Informationswissenschaft. Bis heute ist er Akademischer Direktor am Museum für Naturkunde Berlin und Koordinator für nationale und internationale Forschungsinfrastruktur.
Zwischen 2014 und 2018 war Hagedorn als Vertreter der wissenschaftlichen Einrichtungen Mitglied im Rat für Informationsinfrastrukturen der Gemeinsamen Wissenschaftskonferenz (GWK). Er ist bei NABU Sprecher des Bundesfachausschusses Nachhaltigkeit.

## Scientists for Future

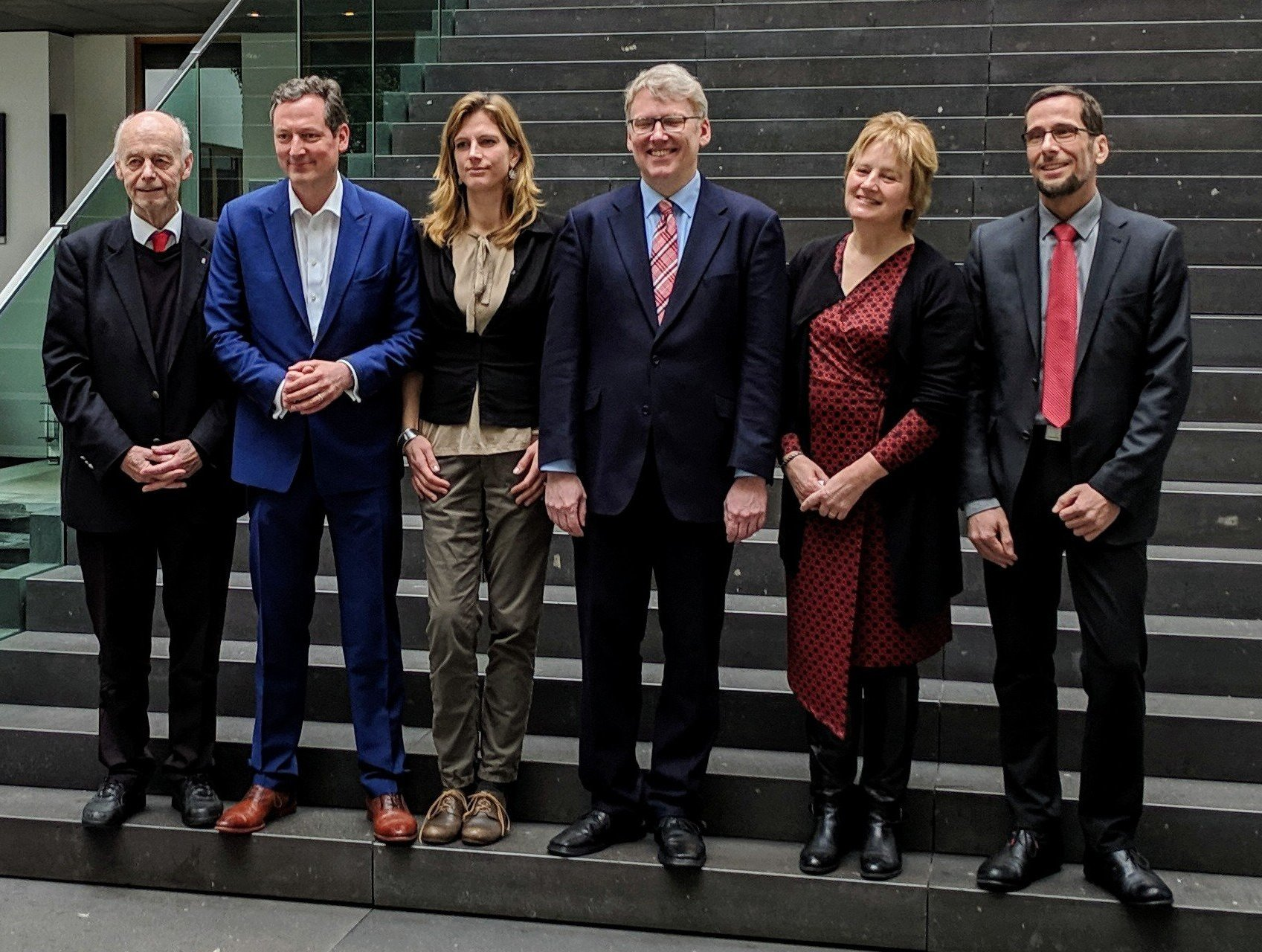
Detlev Ganten, Eckart von Hirschhausen, Maja Göpel, Gregor Hagedorn, Karen Helen Wiltshire und Volker Quaschning (von links nach rechts) bei der Vorstellung der #Scientists4Future-Stellungnahme am 12. März 2019 in Berlin vor der Bundespressekonferenz

Hagedorn begründete zusammen mit anderen Wissenschaftlern im März 2019 die Initiative Scientists for Future. Inspiriert zur Gründung der Scientists for Future wurde er von der Initiative belgischer Wissenschaftler im Januar 2019. In einem Kreis von 30 Personen wurde die erste Stellungnahme der Scientists For Future verfasst. Ende März hatten 26 800 Wissenschaftler und Akademiker aus Deutschland, Österreich und der Schweiz eine Stellungnahme unterschrieben, die die Fridays-for-Future-Bewegung unterstützte.

## Ehrungen
- 2016: Ehrennadel durch die Deutsche Phytomedizinische Gesellschaft für sein Engagement zur Erstellung eines Phytomedizin-Wikis für phytomedizinische Fachbegriffe und Definitionen.[17]
- 2019: Best Paper Award des GAIA Verlag für die Publikation The concerns of the young protesters are justified. A statement by Scientists for Future[18]
- 2019: Bundespreis Nachhaltigkeit der Kategorie Politik der Bundesvereinigung Nachhaltigkeit für Hagedorn und die Scientists For Future[19]

## Schriften (Auswahl)
- Guy Pe’er, Aletta Bonn, Helge Bruelheide, Petra Dieker, Nico Eisenhauer, Peter H. Feindt, Gregor Hagedorn, Bernd Hansjürgens, Irina Herzon, Ângela Lomba, Elisabeth Marquard, Francisco Moreira, Heike Nitsch, Rainer Oppermann, Andrea Perino, Norbert Röder, Christian Schleyer, Stefan Schindler, Christine Wolf, Yves Zinngrebe, Sebastian Lakner: Action needed for the EU Common Agricultural Policy to address sustainability challenges. Volume 2. 2020, S. 305–316.
- Gregor Hagedorn: Die Zukunft ist vorhersagbar – Neue Allianzen im Naturschutz. DNT-Journal, 2019, ISBN 978-3-9815431-8-6, S. 298 ff.
- Gregor Hagedorn, Peter Kalmus, Michael Mann, Sara Vicca, Joke Van den Berge, Jean-Pascal van Ypersele, Dominique Bourg, Jan Rotmans, Roope Kaaronen, Stefan Rahmstorf, Helga Kromp-Kolb, Gottfried Kirchengast, Reto Knutti, Sonia Seneviratne, Philippe Thalmann, Raven Cretney, Alison Green, Kevin Anderson, Martin Hedberg, Douglas Nilsson, Amita Kuttner, Katharine Hayhoe: Concerns of young protesters are justified. In: Science. Vol. 364, 2019, doi:10.1126/science.aax3807.[20]
- Hagedorn, Gregor 2019. Wir brauchen eine Evolution des Systems. S. 151–156 in: Deborah Weinbuch: Alle fürs Klima. Komplett-Media Verlag, 2019, 224 pp.
- Hagedorn, Gregor; Loew, Thomas; Seneviratne, Sonia I.; Lucht, Wolfgang; Beck, Marie-Luise; Hesse, Janina; Knutti, Reto; Quaschning, Volker; Schleimer, Jan-Hendrik; Mattauch, Linus; Breyer, Christian; Hübener, Heike; Kirchengast, Gottfried; Chodura, Alice; Clausen, Jens; Creutzig, Felix; Darbi, Marianne; Daub, Claus-Heinrich; Ekardt, Felix; Göpel, Maja; Judith N., Hardt; Hertin, Julia; Hickler, Thomas; Köhncke, Arnulf; Köster, Stephan; Krohmer, Julia; Kromp-Kolb, Helga; Leinfelder, Reinhold; Mederake, Linda; Neuhaus, Michael; Rahmstorf, Stefan; Schmidt, Christine; Schneider, Christoph; Schneider, Gerhard; Seppelt, Ralf; Spindler, Uli; Springmann, Marco; Staab, Katharina; Stocker, Thomas F.; Steininger, Karl; Hirschhausen, Eckart von; Winter, Susanne; Wittau, Martin; Zens, Josef: The concerns of the young protesters are justified: A statement by Scientists for Future concerning the protests for more climate protection. In: GAIA – Ecological Perspectives on Science and Society. Band 28(2), 2019.
- Gregor Hagedorn: Scientists for Future: Aufklärung gegen die Klimakrise. In: Blätter für deutsche und internationale Politik. September, 2019.[21]
- Hans-Otto Baral, Evi Weber, Walter Gams, Gregor Hagedorn, Bin Liu, Xingzhong Liu, Guy Marson, Ludmila Marvanová, Marc Stadler & Michael Weiß: Generic names in the Orbiliaceae (Orbiliomycetes) and recommendations on which names should be protected or suppressed. In: Mycological Progress. volume 17, 17. Mai 2017, doi:10.1007/s11557-017-1300-6.
- David J Patterson, Willi Egloff, Donat Agosti, David Eades, Nico Franz, Gregor Hagedorn, Jonathan A Rees & David P Remsen: Scientific names of organisms: attribution, rights, and licensing. In: BMC Research Notes. volume 7, 2014.
- Yde de Jong, Melina Verbeek, Verner Michelsen, Per de Place Bjørn, Wouter Los, Fedor Steeman, Nicolas Bailly, Claire Basire, Przemek Chylarecki, Eduard Stloukal, Gregor Hagedorn, Florian Tobias Wetzel, Falko Glöckler, Alexander Kroupa, Günther Korb, Anke Hoffmann, Christoph Häuser, Andreas Kohlbecker, Andreas Müller, Anton Güntsch, Pavel Stoev, Lyubomir Penev: Fauna Europaea – all European animal species on the web. In: Biodivers Data. J.(2), 2014.
- Michael Balke, Stefan Schmidt, Axel Hausmann, Emmanuel FA Toussaint, Johannes Bergsten, Matthew Buffington, Christoph L Häuser, Alexander Kroupa, Gregor Hagedorn, Alexander Riedel, Andrew Polaszek, Rosichon Ubaidillah, Lars Krogmann, Andreas Zwick, Martin Fikáček, Jiří Hájek, Mariano C Michat, Christopher Dietrich, John La Salle, Beth Mantle, Peter KL Ng & Donald Hobern: Biodiversity into your hands – A call for a virtual global natural history ‘metacollection’. In: Frontiers in Zoology. volume 10, 2013.
- Dagmar Triebel, Gregor Hagedorn, Gerhard Rambold: An appraisal of megascience platforms for biodiversity information. In: MycoKeys. Band 5.
- Jutta Gabler, Gregor Hagedorn, Uwe Braun: Taxonomy and phylogenetic placement of the downy mildew Peronospora saturejae-hortensis. In: Mycotaxon. Volume 121, 2012.
- Gregor Hagedorn: Offene Naturführer – wie eine e-Flora entsteht Floras Schätze. Die Erfassung der Grünen Welt. 2012, ISBN 978-3-921800-70-6.
- Markus Scholler, Matthias Lutz, Alan R. Wood, Gregor Hagedorn & Mechthilde Mennicken: Taxonomy and phylogeny of Puccinia lagenophorae: a study using rDNA sequence data, morphological and host range features. In: Mycological Progress. volume 10, 2011, doi:10.1007/s11557-010-0687-0.
- Gregor Hagedorn, Daniel Mietchen, Robert A. Morris, Donat Agosti, Lyubomir Penev, Walter G. Berendsohn, Donald Hobern: Creative Commons licenses and the non-commercial condition: Implications for the re-use of biodiversity information. In: ZooKeys. Band 150, 2011.
- Lyubomir Penev, Gregor Hagedorn, Daniel Mietchen, Teodor Georgiev, Pavel Stoev, Guido Sautter, Donat Agosti, Andreas Plank, Michael Balke, Lars Hendrich, Terry Erwin: Interlinking journal and wiki publications through joint citation: Working examples from ZooKeys and Plazi on Species-ID. In: ZooKeys. Band 90, 2011.
- Markus Scholler, Matthias Lutz, Alan R. Wood, Gregor Hagedorn & Mechthilde Mennicken: Taxonomy and phylogeny of Puccinia lagenophorae: a study using rDNA sequence data, morphological and host range features. In: Mycological Progress. volume 10, 2010.
- Yuko Ota, Tsutomu Hattori, Mark T.Banik, Gregor Hagedorn, Kozue Sotome, Sawako Tokuda, Yasuhisa Abe: The genus Laetiporus (Basidiomycota, Polyporales) in East Asia. In: Mycological Research. Volume 113, Issue 11, 2009.
- Gregor Hagedorn: Structuring Descriptive Data of Organisms – Requirement Analysis and Information Models. In: Uni Bayreuth. 2007.
- Wolfgang Brandenburger; Gregor Hagedorn: Zur Verbreitung von Erysiphales (Echten Mehltaupilzen) in Deutschland. In: Mitteilungen aus der Biologischen Bundesanstalt für Land- und Forstwirtschaft Berlin Dahlem. Nr. 406, 2006.
- Wolfgang Brandenburger; Gregor Hagedorn: Zur Verbreitung von Peronosporales (inkl. Albugo, ohne Phytophthora) in Deutschland. In: Mitteilungen aus der Biologischen Bundesanstalt für Land- und Forstwirtschaft Berlin Dahlem. Nr. 405.
- Helgard I. Nirenberg, Uta Feiler & Gregor Hagedorn: Description of Colletotrichum lupini comb. nov. in Modern Terms. In: Mycologia. Vol.94, No.2, 2002.
- Walter G. Berendsohn, Anastasios Anagnostopoulos, Gregor Hagedorn, Jasmin Jakupovic, Pier Luigi Nimis, Benito Valdés, Anton Güntsch, Richard J. Pankhurst, Richard J. White: A comprehensive reference model for biological collections and surveys. In: Taxon. Band 48, 1999, doi:10.2307/1224564.
- Gerhard Rambold, Gregor Hagedorn: The Distribution of Selected Diagnostic Characters in the Lecanorales. In: The Lichenologist. Volume 30, Issue 4–5, Juli 1998, doi:10.1006/lich.1998.0153.